# PBX
PBX (на английски: Private Branch Exchange) е вътрешнофирмена телефонна централа. Също така може да означава учрежденска телефонна централа. Прави връзките между вътрешнофирмените телефони и ги свързва са PSTN (Public switched telephone network). Различава се от Key Systems по това, че при Key Systems потребителите сами избират своите изходящи линии, докато при PBX това се извършва автоматично. Едно от основните предимства на PBX е спестяването на разходи за вътрешни разговори.